# Cung điện ở Ciechanowice

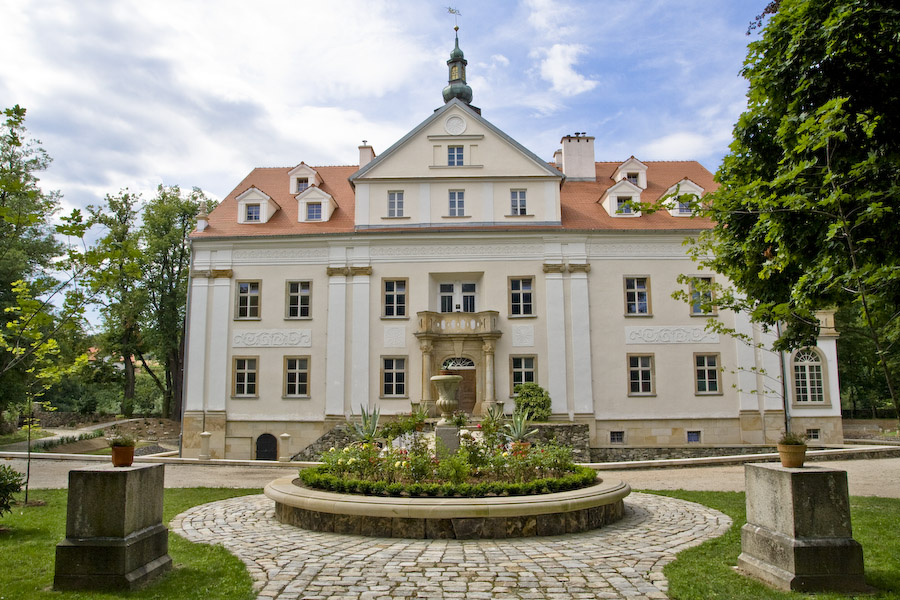
Cung điện ở Ciechanowice sau khi được cải tạo (2013)

Cung điện ở Ciechanowice (tiếng Ba Lan: Pałac w Ciechanowicach) là một cung điện lâu đời có từ thế kỷ 17 nằm ở làng Ciechanowice, huyện Kamiennogórski, tỉnh Dolnośląskie, Ba Lan. Cung điện được bao quanh bởi một công viên cảnh quan. Công trình kiến trúc này cùng công viên đều có tên trong danh sách di tích.

## Lịch sử
Địa điểm xây dựng cung điện từng là một trang viên theo phong cách Phục hưng có từ thế kỷ 16, xung quanh là một con hào. Sau đó, trang viên bắt đầu được xây dựng lại thành một dinh thự kiểu Baroque vào giai đoạn cuối thế kỷ 17 - đầu thế kỷ 18. Năm 1846, cung điện được tân trang theo yêu cầu từ Bá tước Frederick Bernard von Prittwitz. Sau năm 1970, cung điện trở thành một trại trẻ mồ côi và một trường dạy học. Đến năm 2008, Andrzej Meller mua lại cung điện này và tài trợ toàn bộ kinh phí cải tạo. Công việc cải tạo diễn ra vào năm 2010.

## Phát hiện bất ngờ
Trong quá trình cải tạo cung điện vào năm 2010, khi lắp đặt hệ thống dây điện, các bức bích họa từ thế kỷ 16 vô tình được phát hiện dưới một lớp thạch cao dày. Giá trị nghệ thuật của các bức bích họa này được đánh giá rất cao.